# Sendim (Felgueiras)
Sendim es una freguesia portuguesa del concelho de Felgueiras, con 6,48 km² de superficie y 1.775 habitantes (2001). Su densidad de población es de 273,9 hab/km².